# Paso Córdoba

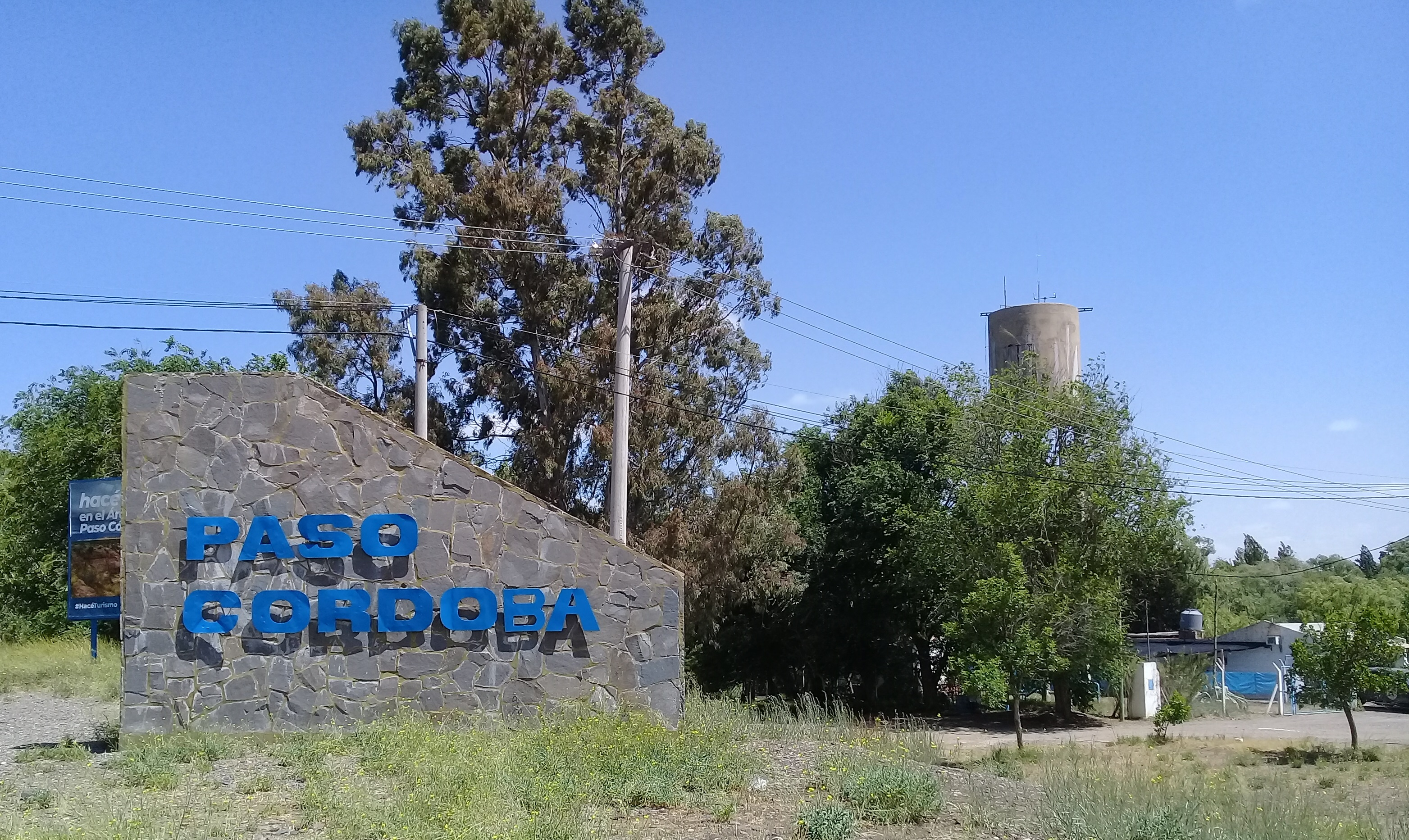
Cartel de ingreso.

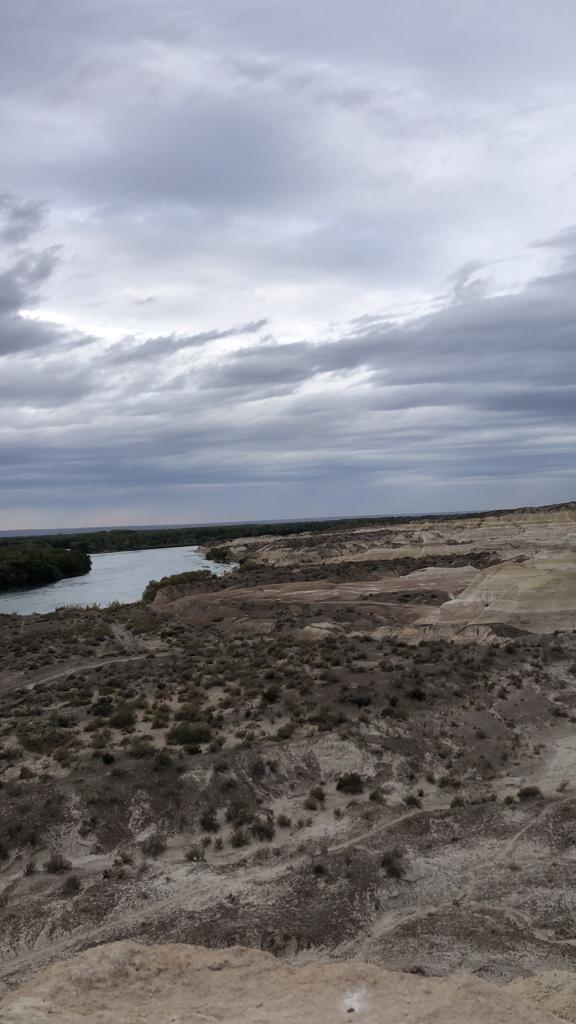
Valle de la Luna Amarillo, ubicado en el área protegida de Paso Córdoba.

Barrio Paso Córdoba o Paso Córdova una localidad argentina ubicada en el municipio de General Roca, provincia de Río Negro. 
Se trata de una localidad que se extiende a horcajadas sobre ambas márgenes del río Negro. La mayor parte se encuentra en la margen izquierda (norte), que corresponde al departamento General Roca. La otra parte, más pequeña, se ubica en la margen derecha (sur) y corresponde al departamento El Cuy.

## Toponimia (¿Córdoba o Córdova?)
Su nombre puede encontrarse escrito de dos maneras: con v y con b. Se escribieron con v:
- La ordenanza N.º 2583 del año 2007 sancionada por el Concejo Deliberante de la Municipalidad de General Roca que crea un área natural protegida municipal y le da como nombre a dicha área “Paso Córdova”.[1]
- Escuela Rural Área Protegida (ERAP) Paso Córdova que comenzó a construirse 2002, a funcionar en 2007 y obtuvo su aprobación curricular oficial en 2008 en dicho nombre.[2]

- Escuela 107 "La Balsa", fundada en 1931, en su sitio web, creado en 2009, dice "PASO CORDOVA"[3]

- El INDEC para el censo de población del año 2010 la denominó Paso Córdova[4]
- El cartel en el ingreso al barrio que decía “PASO CÓRDOVA”, al menos, hasta agosto de 2010.[5]
- La radio Paso Córdova que transmite en 99.5 MHz, fue fundada en diciembre de 2011.[6]

Sin embargo, parte de la prensa, investigadores y observadores locales han llamado la atención sobre el error de usar el nombre con “v”. Entre 2003 y 2006 se publican varios artículos de contenido histórico donde se menciona al comerciante español Antonio Córdoba de quien la localidad toma su nombre. y también una historieta, con una pequeña investigación anexa, en la que se menciona el debate del nombre
En 2011 descendientes de Antonio Córdoba visitan la zona y entregan al diario Río Negro, con base en General Roca, documentos familiares donde consta que el apellido del antiguo comerciante de la localidad se escribe con “b”  los cuales se incluyeron como material en un nuevo artículo sobre el tema.
Gracias a los esfuerzos de estos investigadores, en el material oficial reciente comienza a parecer el nombre del barrio con la “b”. Un ejemplo es el mapa de la ciudad publicado en 2012 en el sitio del municipio de General Roca.
El cartel de ingreso al barrio, aparecía incompleto en febrero de 2014: no tenía sin su letra "V".  Se mantuvo así (e incluso se fue deteriorando) hasta diciembre de 2014. En enero de 2015 fue reparado con la "B" y repintando en color azul.

## Historia
Desde el año 1908, un poblador de la zona llamado Antonio Córdoba comenzó a prestar servicios de cruce en balsa, uniendo de este modo ambas orillas del Río Negro. Este es el origen de la denominación del paraje, y luego del Puente construido en su reemplazo, y del barrio de la margen fluvial izquierda.
El tránsito por el puente se habilitó el 23 de junio de 1969

## Población
Cuenta con 1,072 habitantes (Indec, 2010), lo que representa un incremento del 16,7% frente a los 877 habitantes (Indec, 2001) del censo anterior. 1,024 habitantes (Indec, 2010) se encontraban en General Roca, y apenas 48 habitantes (Indec, 2010) en el Cuy, al sur del Río Negro.
El censo 2022 registró una población de 574 habitantes que se repartieron entre 301 hombres y 273 mujeres. Sin embargo, las cifras obtenidas fueron estimativas solo teniendo en cuenta a la población en viviendas particulares; es decir, excluyendo del dato a la población institucional y las personas sin hogar. Gracias a este censo también fue posible conocer su densidad y tamaño urbano.

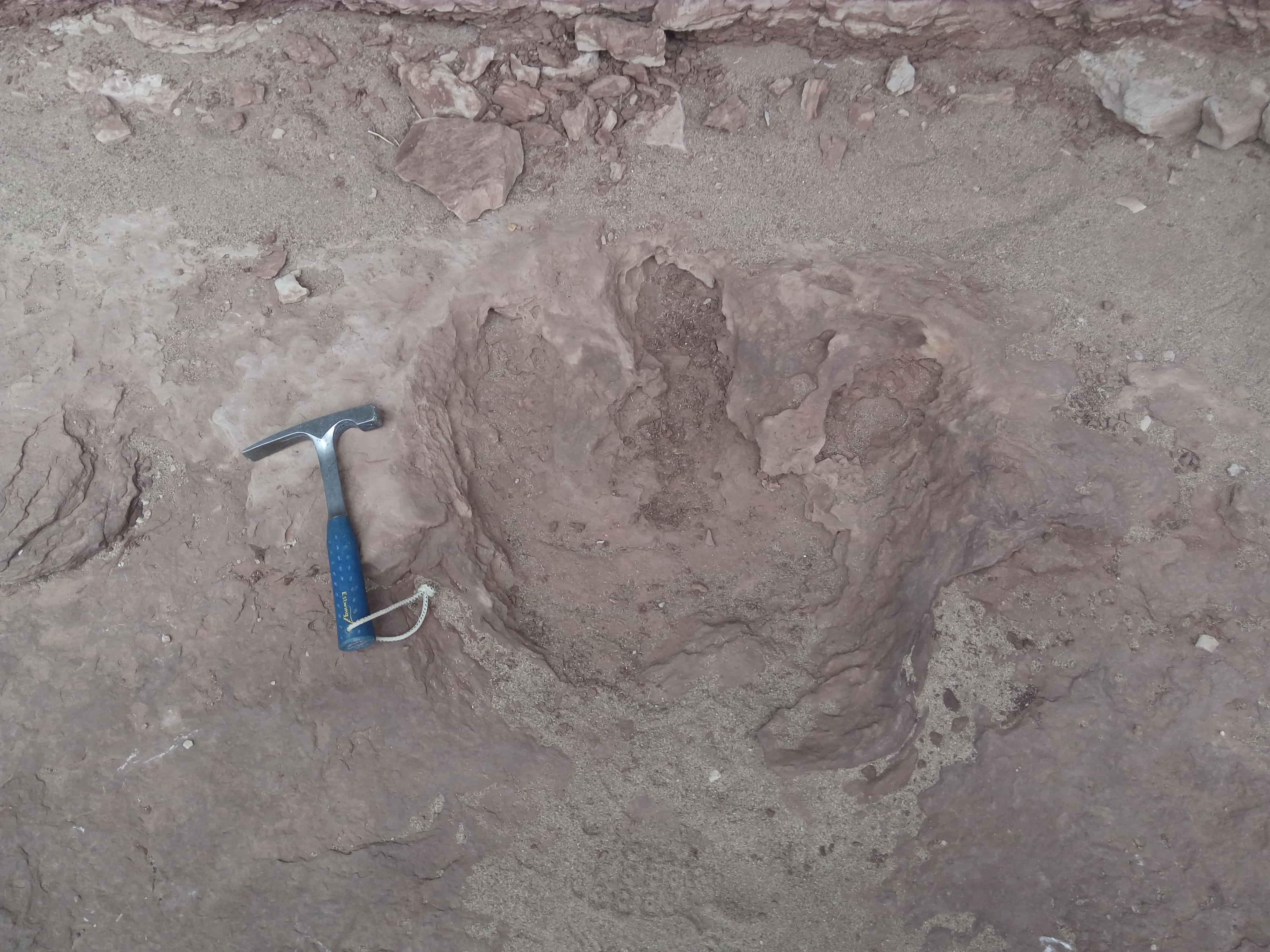
Huella de dinosaurio Saurópodo.

| Evolución de la población.          |
|                                     |
| Fuente: Censos nacionales del INDEC |

## Atractivos turísticos
Su mayor atractivo es el río Negro, con sus playas, y sectores aptos para el esparcimiento, los deportes acuáticos y  la pesca deportiva.

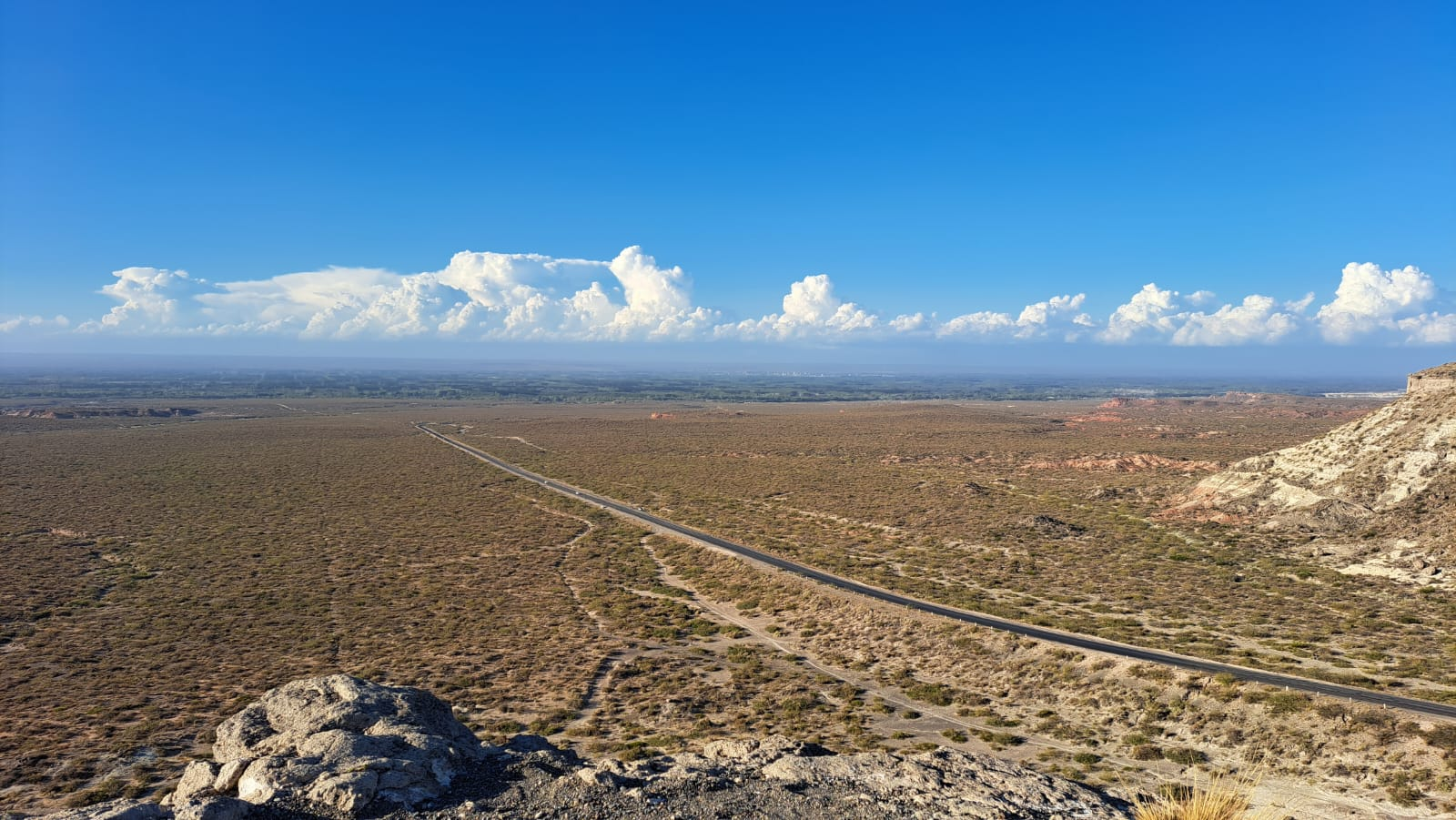
Vista del Valle de General Roca, desde las Tres Cruces.

De otro lado del río, en la margen sur o derecha del mismo, se sitúa el Área protegida municipal Paso Córdova, creada por la ordenanza municipal N.º 2583 en 1997, con el objetivo de conservar el ambiente natural de la zona, la fauna autóctona, los yacimientos geológicos de restos fósiles, icnitas y rocas sedimentarias de diferentes eras, para fines científicos, así como educativos y recreativos de la población. El Plan de Manejo del área fue aprobado en el año 2001.

## Imágenes

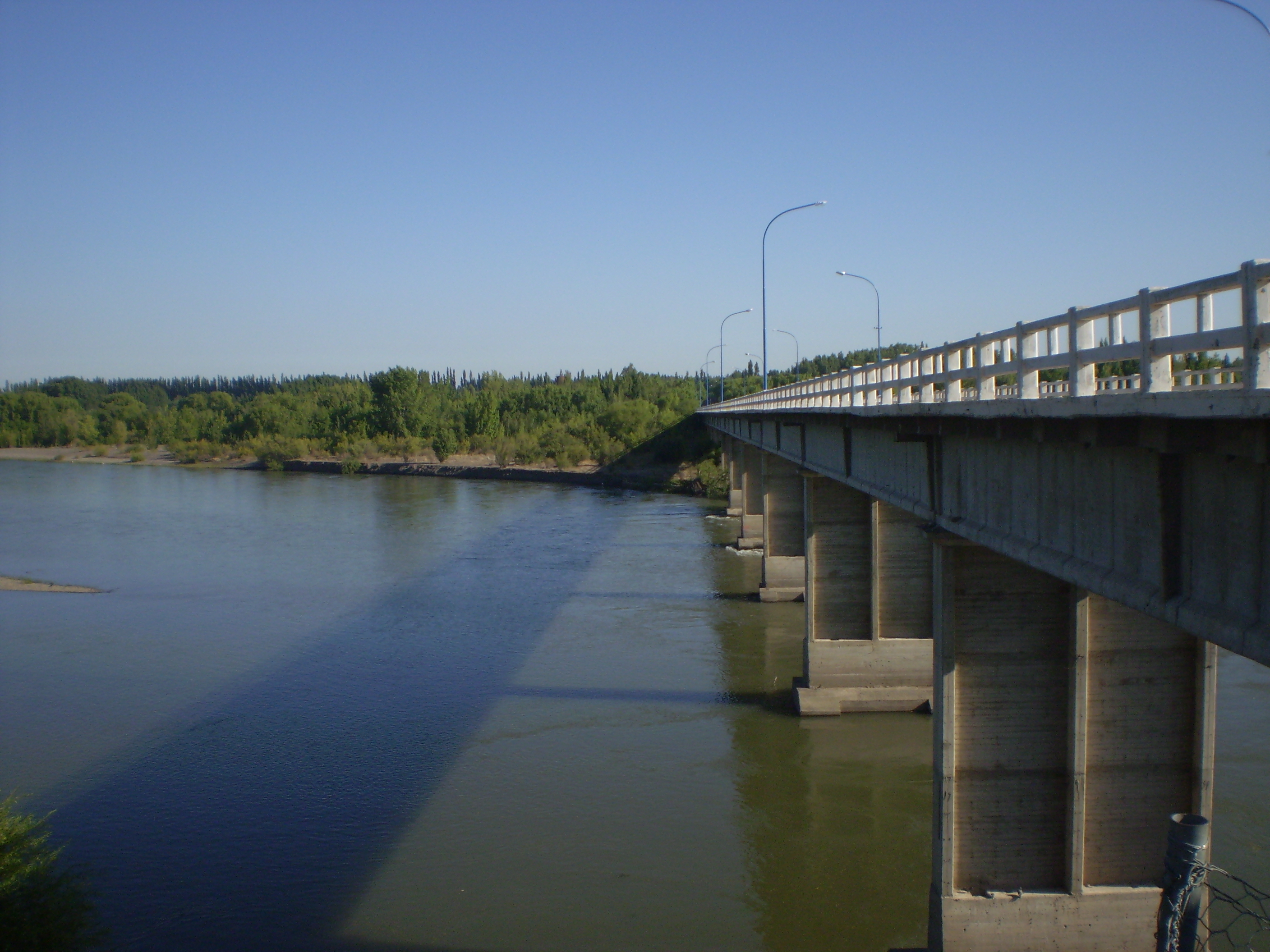
Puente sobre el Río Negro, en Paso Córdoba.
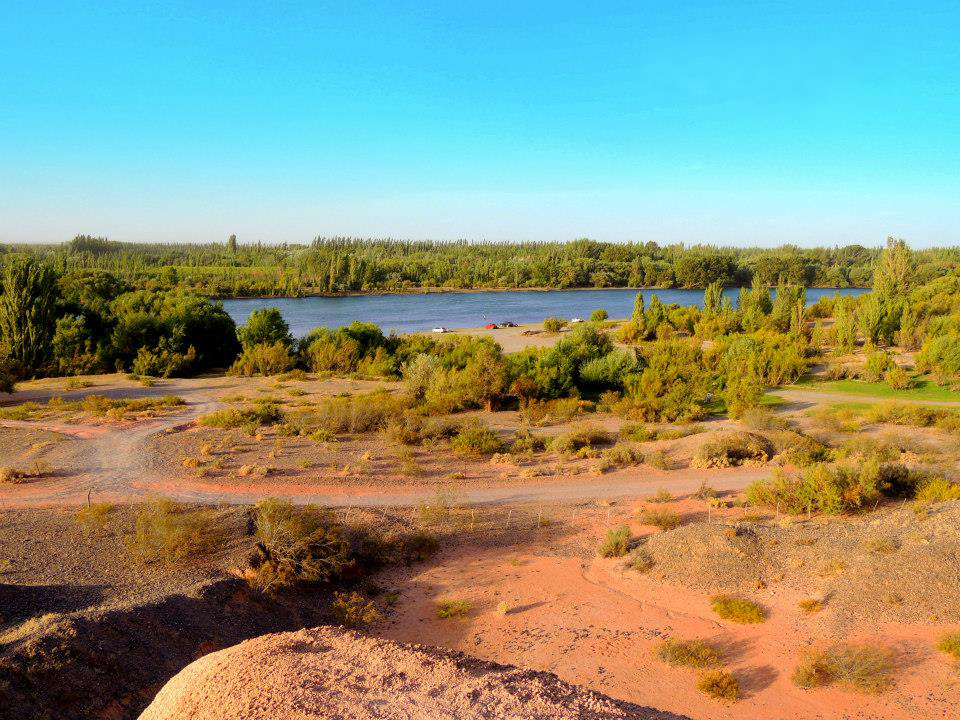
Paisaje de Paso Córdoba
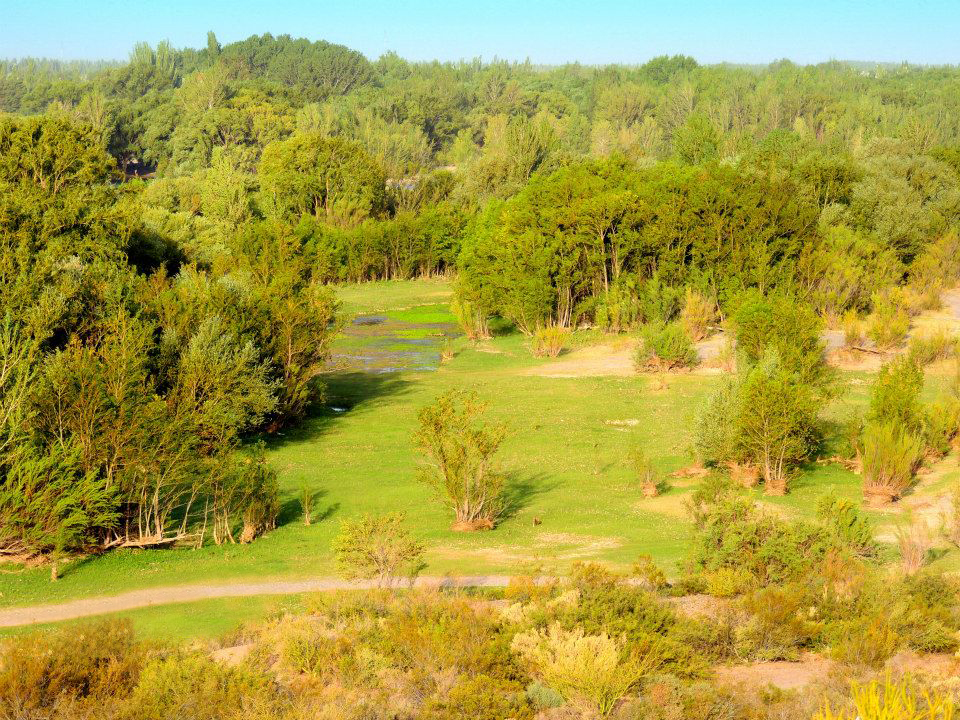
Paisaje de Paso Córdoba